# Bertholdia philotera
Bertholdia philotera är en fjärilsart som beskrevs av Druce 1897. Bertholdia philotera ingår i släktet Bertholdia och familjen björnspinnare. Inga underarter finns listade i Catalogue of Life.